# Atlas (chanson)
Pour les articles homonymes, voir Atlas.
Singles de Coldplay
Hurts Like Heaven
(2012)
Atlas est une chanson du groupe de rock britannique Coldplay. Elle a été écrite, composée et interprétée par le groupe pour la bande originale du film Hunger Games : L'Embrasement qui est sortie en novembre 2013. Le single est sorti en téléchargement le 6 septembre 2013 dans le monde entier et le 8 septembre au Royaume-Uni.